# Joseph Marion de Faverges
Joseph Marion de Faverges, né le 17 décembre 1829 à Grenoble (Isère) et mort le 1er décembre 1890 à Tain-l'Hermitage (Drôme), est un homme politique français.

## Biographie
Fils de Louis André Marion de Faverges, député de l'Isère de 1839 à 1849, il est avocat, avant de devenir agent de change, à Marseille, puis à Paris. En 1861, il se consacre à l'exploitation de ses propriétés, et devient conseiller général du canton de Morestel. Il est élu député de l'Isère, siégeant dans l'opposition, en 1869. Invalidé, il est réélu au début de l'année 1870. Après le 4 septembre 1870, il est commissaire du gouvernement dans l'Isère, et maire des Avenières. Il est révoqué de son poste de maire en 1874. Il est député de l'Isère de 1876 à 1885, siégeant au groupe de l'Union républicaine. Il est l'un des 363 qui refusent la confiance au gouvernement de Broglie, le 16 mai 1877. Il est sénateur de l'Isère de 1885 à 1890.

## Sources
- « Joseph Marion de Faverges », dans Adolphe Robert et Gaston Cougny, Dictionnaire des parlementaires français, Edgar Bourloton, 1889-1891 [détail de l’édition]